# Joan Miró
Joan Miró i Ferrà (Barcelona, 20 de abril de 1893 — Palma de Maiorca, 25 de dezembro de 1983) foi um escultor, pintor, gravurista e ceramista surrealista espanhol.

## Biografia
Quando jovem frequentou a Reial Academia Catalana de Belles Arts de Sant Jordi da Barcelona e a Academia de Gali. Em 1919, depois de completar os seus estudos, esteve em Paris, onde conheceu Pablo Picasso e entrou em contato com as tendências modernistas como o fauvismo e o dadaísmo.
No início da década de 1920, conheceu o fundador do movimento surrealista André Breton entre outros artistas. A pintura O Carnaval de Arlequim, 1924-25, e Maternidade, 1924, inauguraram uma linguagem cujos símbolos remetem a uma fantasia, sem as profundezas das questões psicanalistas surrealistas. Participou na primeira exposição surrealista em 1925.
Em 1928, viajou para Holanda, tendo pintado as duas obras Interiores holandeses I e Interiores holandeses II. Em 1937, trabalhou em pinturas-mural e, anos depois, em 1941, concebeu a sua mais conhecida e radiante obra: Números e constelações em amor com uma mulher. Mais tarde, em 1944, iniciou-se em cerâmica e escultura. Em suas obras, principalmente nas esculturas, utiliza materiais surpreendentes, como a sucata.
Vários anos depois, rumou pela primeira vez aos Estados Unidos e nos anos seguintes; durante um período muito produtivo, trabalhou entre Paris e Barcelona.
No fim da sua vida reduziu os elementos de sua linguagem artística a pontos, linhas, alguns símbolos e reduziu a cor, passando a usar basicamente o branco e o preto. Algumas obras revelam grande espontaneidade, enquanto em outras se percebe a técnica feita com muito cuidado, e esse contraste também aparece em suas esculturas. Miró tornou-se mundialmente famoso e expôs seus trabalhos, inclusive ilustrações feitas para livros, em vários países.
Ainda que alguns leigos do mundo da arte rechacem o nível da técnica das pinturas de Miró, os grandes conhecedores da obra do artista reconhecem que "se há uma sensação de cliché no efeito de recepção da obra de Miró, isso resulta de quem vê — o artista não tem culpa". Miró atribuía, para cada elemento da realidade um símbolo, uma “tradução poética”, um signo que se repete em cada um de seus quadros. O signo é muito mais metáfora do que imagem. Esses signos eram inseridos dentro de um vazio, e essa combinação entre vazio e signos é o que define esteticamente a obra de Joan Miró.
Em 1954, ganhou o prêmio de gravura da Bienal de Veneza e, quatro anos mais tarde, o mural que realizou para o edifício da UNESCO em Paris ganhou o Prêmio Internacional da Fundação Guggenheim. Em 1963, o Museu Nacional de Arte Moderna de Paris realizou uma exposição de toda a sua obra.
Em 1978 recebeu a Medalha de Ouro da Generalidade da Catalunha e o Prêmio Antonio Feltrinelli.

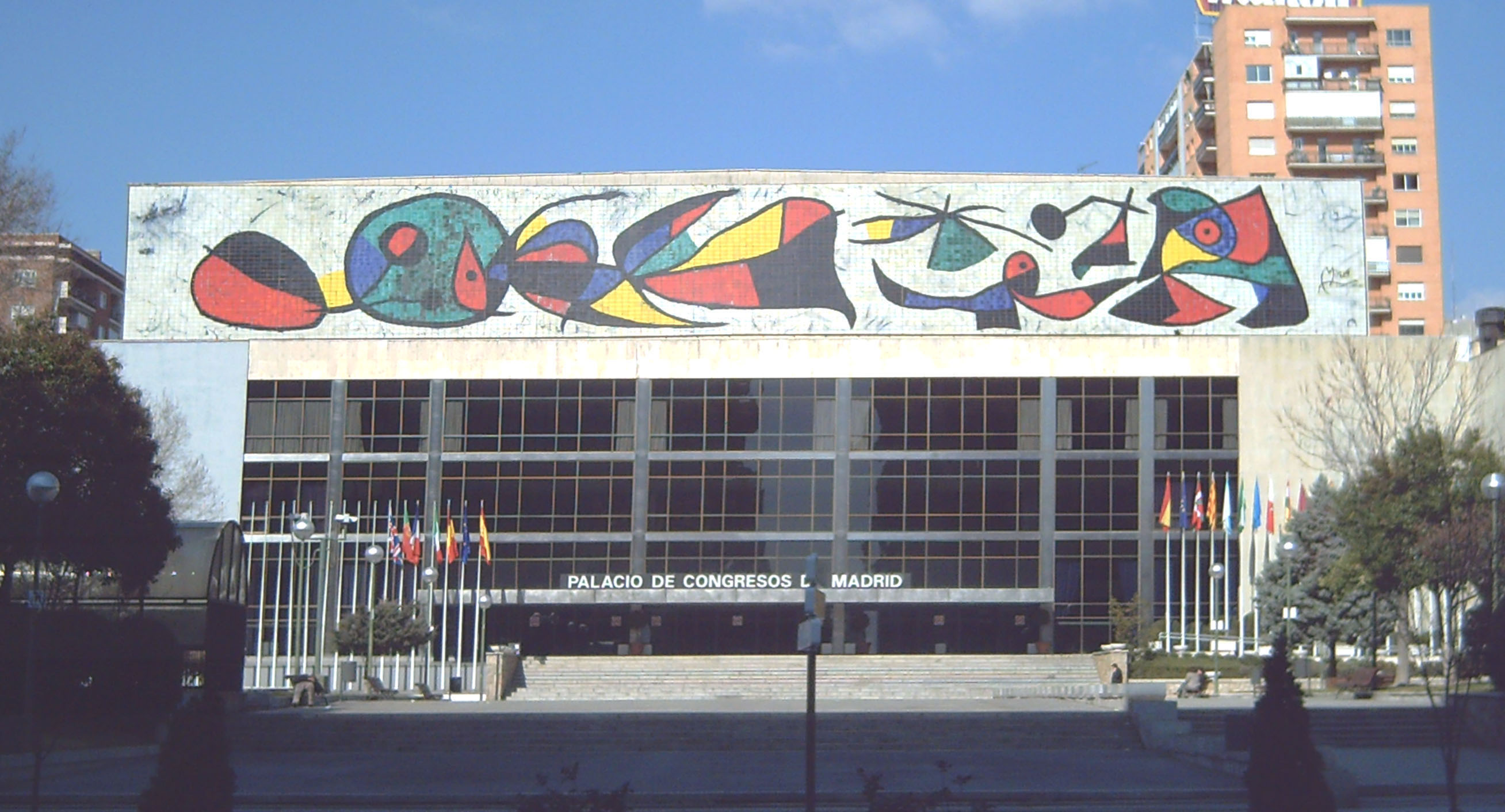
Mural do Palacio de Congresos y Exposiciones em Madrid (1980).

## Principais obras

### Pinturas
Relação extraída dos catálogos de exposições:
- Werner Spies, La Révolution surréaliste, Éditions du Centre Pompidou,‎ 2002
- André Breton, Le Surréalisme et la peinture, Paris, Gallimard,‎ 2002 (1a. Ed. 1965) ISBN 978-2070418596
- Jean- Louis Prat, Miró, Martigny (Suisse), Fondation Pierre Gianadda,‎ 1997 ISBN 2-88443-042-3
- Jean- Louis Prat, Joan Miró, rétrospective de l'œuvre peint, Saint-Paul-de-Vence, Fondation Maeght,‎ 1990 ISBN 9782900923016

E dos livros:
- Jacques Dupin, Joan Miró, Paris, Flammarion, coll. « Grandes monographies »,‎ 1961 et 1993 ISBN 2-08-011744-0
- Camilo José Cela et Pere A. Serra, Miró et Mallorca, Barcelone et Paris, Polígrafa et Cercle d'Art,‎ 1984 et 1985 ISBN 2-7022-0191-1

Obras perdidas:
- The Reaper ou "El campesino catalán en rebeldía"

| Data       | Nome da obra                             | Técnica                                                                | Museu | Cidade                |
| ---------- | ---------------------------------------- | ---------------------------------------------------------------------- | --- | --------------------- |
| 1917       | Nord-Sud                                 | óleo sobre tela                                                        | coleção de Paule e Adrien Maeght                                                                         | Paris                 |
| 1919       | Autoretrato                              | óleo sobre tela                                                        | Museu Picasso                                                                                            | Paris                 |
| 1921       | Grand nu debout                          | óleo sobre tela                                                        | Perls Galleries                                                                                          | Nova York             |
| 1921       | La Ferme                                 | óleo sobre tela                                                        | National Gallery of Art                                                                                  | Washington            |
| 1921       | Retrat de ballarina espanyola            | óleo sobre tela                                                        | Museu Picasso                                                                                            | Paris                 |
| 1923       | Terra llaurada                           | óleo sobre tela                                                        | Fundação Solomon R. Guggenheim                                                                           | Nova York             |
| 1924       | Paysage catalan                          | óleo sobre tela                                                        | Museum of Modern Art                                                                                     | Nova York             |
| 1924       | La Famille                               | giz preto e vermelho sobre papel émeri                                 | Museum of Modern Art                                                                                     | Nova York             |
| 1924       | Maternité                                | óleo sobre tela                                                        | Scottish National Gallery of Modern Art                                                                  | Edimburgo             |
| 1925       | Carnaval do Arlequim                     | óleo sobre tela                                                        | Albright-Knox Art Gallery                                                                                | Buffalo               |
| 1927       | Le Cheval de cirque                      | óleo sobre tela                                                        | Hirshhorn Museum and Sculpture Garden, Smithsonian Institution e Musée communal des beaux-arts d'Ixelles | Washington e Bruxelas |
| 1927       | Tête                                     | óleo sobre tela                                                        | Centro Georges Pompidou                                                                                  | Paris                 |
| 1928       | Interiors holandesos I                   | óleo sobre tela                                                        | Museum of Modern Art                                                                                     | Nova York             |
| 1928       | Interiors holandesos II                  | óleo sobre tela                                                        | Coleção Peggy Guggenheim - Fundação Solomon R. Guggenheim                                                | Veneza                |
| 1928       | Interiors holandesos III                 | óleo sobre tela                                                        | Metropolitan Museum of Art                                                                               | Nova York             |
| 1928       | Dançarina espanhola                      | colagem                                                                | Centre national d'art et de culture Georges-Pompidou                                                     | Paris                 |
| 1930       | Peinture, la magie de la couleur         | óleo sobre tela                                                        | Menil Collection                                                                                         | Houston               |
| 1930       | Peinture (Miró 1930)]                    | óleo e gesso sobre tela                                                | Fondation Beyeler                                                                                        | Basileia              |
| 1933       | Composição (Miró 1933]                   | óleo sobre tela                                                        | Kunsthalle de Berne                                                                                      | Berna                 |
| 1933       | Composition, concentration plastique     | óleo sobre tela                                                        | Lille Métropole Musée d'art moderne, d'art contemporain et d'art brut                                    | Villeneuve-d'Ascq     |
| 1934       | Escargot, femme, fleur et étoile         | óleo sobre tela                                                        | Museu do Prado                                                                                           | Madrid                |
| 1937       | Nature morte au vieux soulier            | óleo sobre tela                                                        | Museum of Modern Art                                                                                     | Nova York             |
| 1938       | Una estrella acaricia el pit d'una negra | óleo sobre tela                                                        | Tate Gallery                                                                                             | Londres               |
| 1939-1941  | Série Constel·lacions                    | tempera, gouache, óleo, tinta pastel, solvente sobre papel             | Fondation Joan-Miró e Museum of Modern Art                                                               | Barcelona e Nova York |
| 1942-1949  | Femme, oiseau, étoile                    | tinta pastel, crayon, resina, gouache, carvão vegetal, óleo sobre tela | Coleção de Rosengart e coleção Jeannette e Paul Haim                                                     | Lucerne e Paris       |
| 1945       | La Course de taureau                     | óleo sobre tela                                                        | Centre national d'art et de culture Georges-Pompidou                                                     | Paris                 |
| 1961       | Blau I, Blau II i Blau III               | óleo sobre tela                                                        | Centre national d'art et de culture Georges-Pompidou                                                     | Paris                 |
| 1968       | Personatge davant del sol                | acrílico                                                               | Fondation Joan-Miró                                                                                      | Barcelona             |
| 1968- 1973 | Mai 1968                                 | óleo sobre tela                                                        | Fondation Joan-Miró                                                                                      | Barcelona             |
| 1972       | Dona i ocells a l'alba'                  | óleo sobre tela                                                        | N.D. | N.D.                  |
| 1974       | L'esperança del condemnat a mort         | óleo sobre tela                                                        | Fondation Joan-Miró                                                                                      | Barcelona             |

### Murais cerâmicos

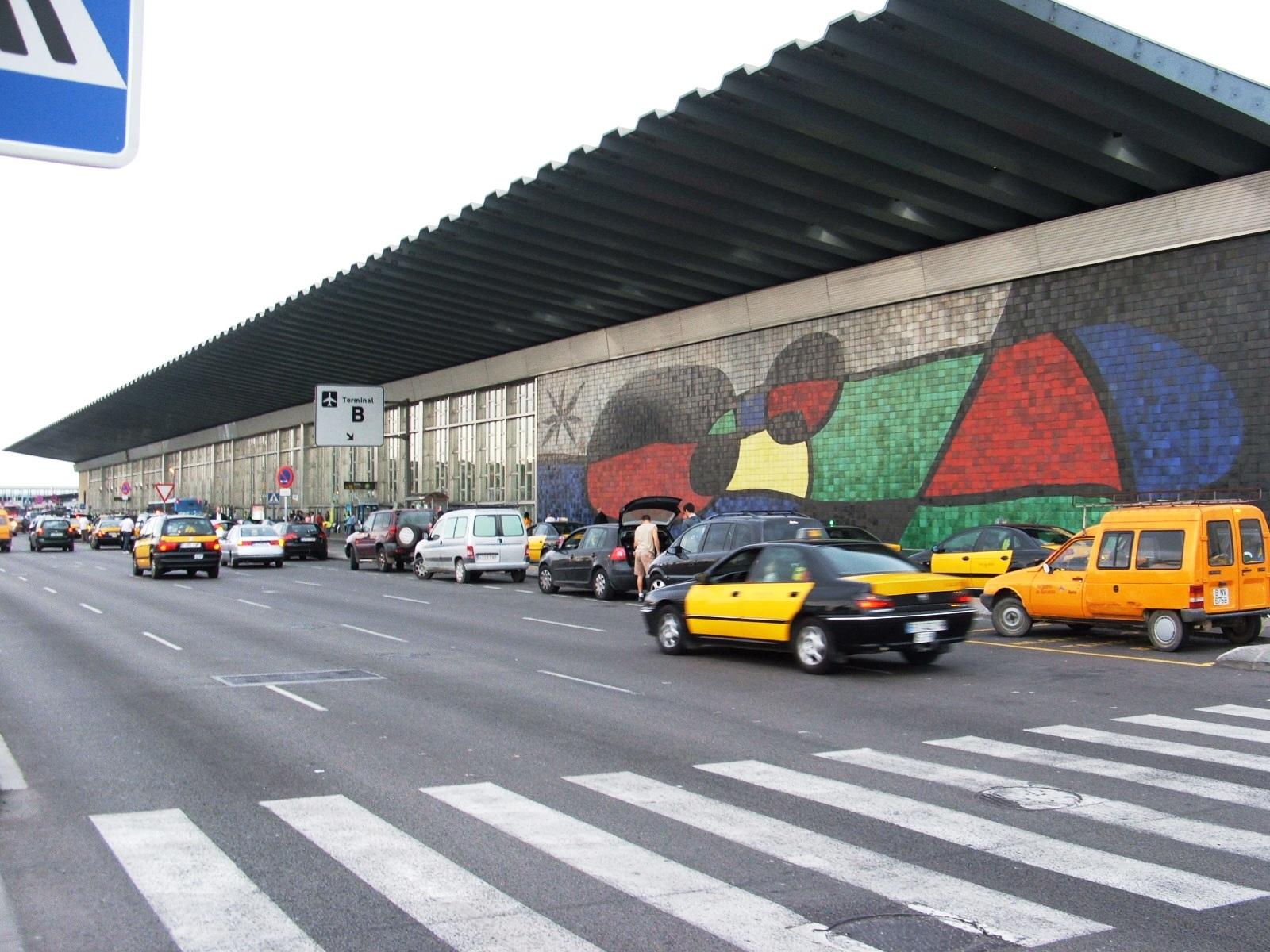
Mural do aeroporto de Barcelona.

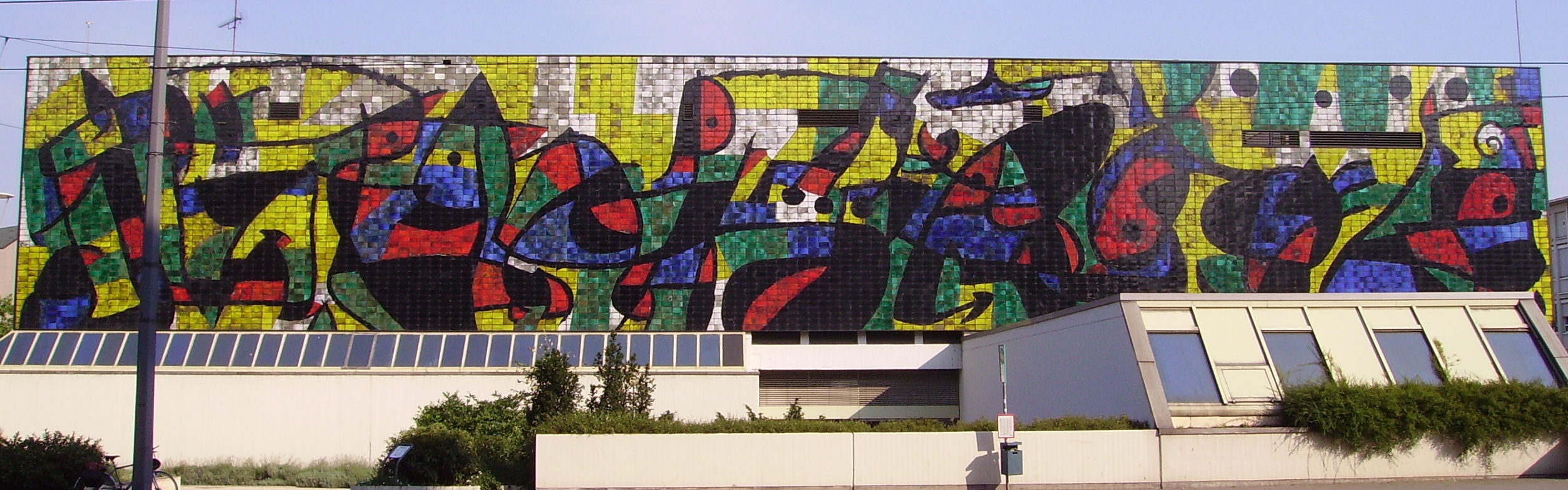
Muro cerâmico no Wilhelm-Hack-Museum.

| Data | Local                                                                                    | Cidade                    |
| ---- | ---------------------------------------------------------------------------------------- | ------------------------- |
| 1947 | Pintura mural no restaurante do Terrace Plaza Hotel                                      | Cincinnati                |
| 1957 | Mural Sol e Lua, UNESCO                                                                  | Paris                     |
| 1960 | Pintura mural no interior da cafeteria do Harkness Graduate Center da Harvard Law School | Cambridge (Massachusetts) |
| 1964 | University of St. Gallen (Escola de Administração de Empresas)                           | Sankt Gallenkappel        |
| 1964 | Labyrinthe Miró, Fondation Maeght                                                        | Saint-Paul-de-Vence       |
| 1970 | Mural do Aeroporto de Barcelona                                                          | El Prat de Llobregat      |
| 1970 | Mural cerâmico para a Exposição Universal de Osaka                                       | Osaka                     |
| 1971 | Muro cerâmico para o Wilhelm-Hack-Museum, Ludwigshafen                                   | Ludwigshafen              |
| 1972 | Mural para o museu de arteKunsthaus Zürich                                               | Zurique                   |
| 1972 | Mural para a Cinémathèque Française (ARTIUM)                                             | Paris                     |
| 1976 | Mosaico da Pla de l'Os                                                                   | Barcelona                 |
| 1977 | Mural cerâmico na Universidade de Wichita                                                | Wichita (Kansas)          |
| 1978 | Mural para a IBM                                                                         | Barcelona                 |
| 1980 | Mural para o Palau de Congressos de Madrid                                               | Madrid                    |
| 1983 | Parc del Mar                                                                             | Palma de Mallorca         |

### Ilustrações
| Data | Autor           | Livro                                      | Técnica                           |
| ---- | --------------- | ------------------------------------------ | --------------------------------- |
| 1930 | Tristan Tzara   | L'arbre des Voyageurs                      | 4 litogravuras                    |
| 1933 | Georges Hugnet  | Enfances                                   | 3 gravuras                        |
| 1944 | Joan Miró       | Barcelona                                  | 50 litogravuras em preto e branco |
| 1948 | Henry Miller    | Le sourire au pied de l'échelle            | N.C                               |
| 1951 | Tristan Tzara   | Parler seul                                | gravuras e desenhos               |
| 1954 | Joan Miró       | Une Hirondelle                             | textos e desenhos                 |
| 1957 | René Crevel     | Bague d'Aurore                             | 5 água-forte                      |
| 1958 | Paul Éluard     | À toute épreuve                            | 80 xilogravuras                   |
| 1958 | André Breton    | Constellations                             | 22 guache                         |
| 1959 | René Char       | Nous avons                                 | 5 água-forte                      |
| 1961 | Raymond Queneau | Album 19                                   | 19 llitogravuras                  |
| 1966 | Alfred Jarry    | Ubu Roi                                    | 13 llitogravuras                  |
| 1967 | Ivan Goll       | Bouquets de rêves pour Neila               | 19 llitogravuras                  |
| 1971 | Joan Miró       | Ubu aux Baléares Le lézard aux plumes d'or | textos e desenhos                 |
| 1972 | Joan Brossa     | Ode à Joan Miró                            | 8 llitogravuras                   |
| 1975 | Jacques Prévert | Adonides                                   | 63 gravuras                       |

### Esculturas

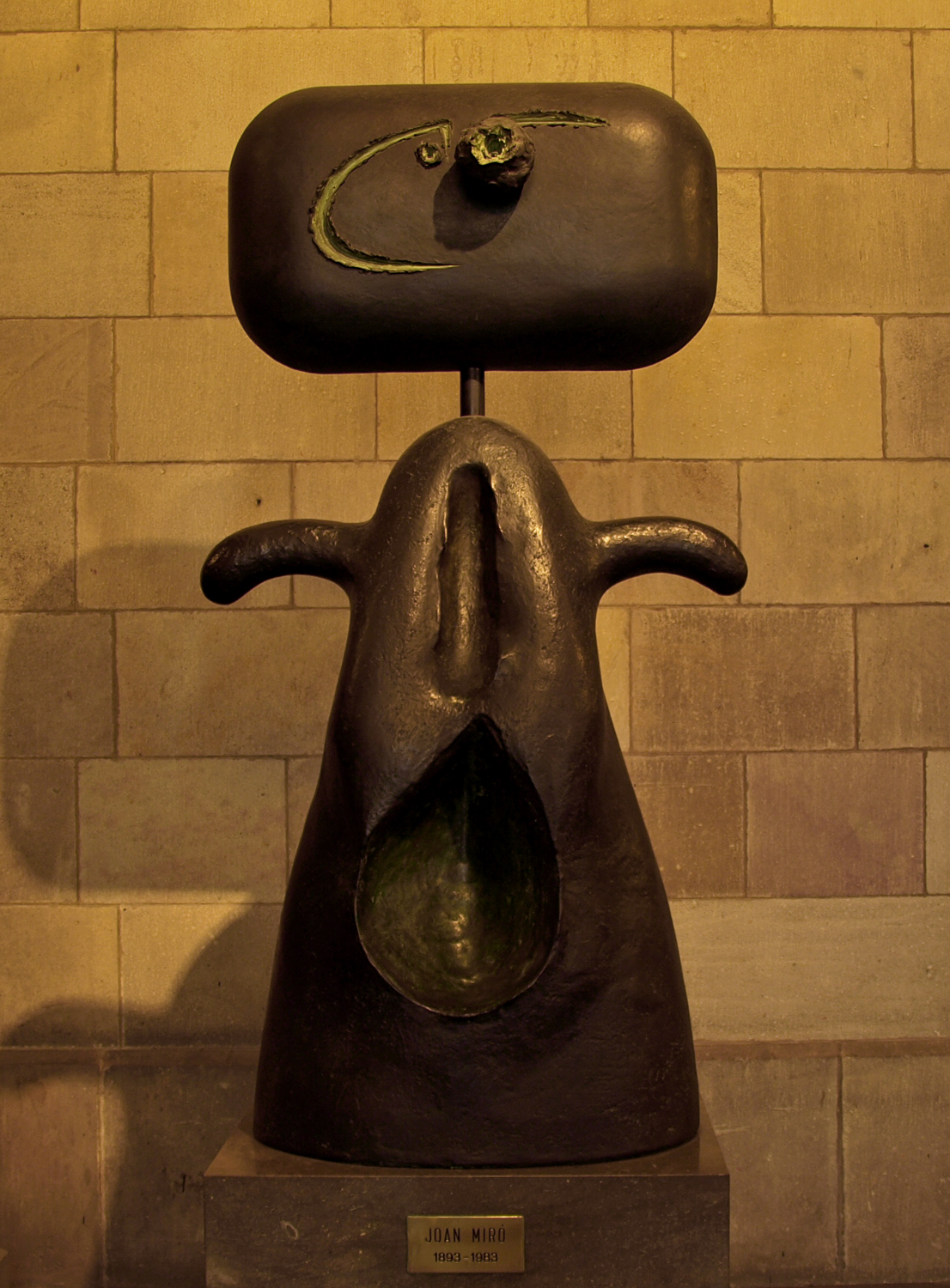
Femme (1981), escultura exposta no vestíbulo da Casa de la Ciutat (Barcelona).

| Data      | Descrição da obra                                                                                          |
| --------- | --- |
| 1930-1931 | Personatge amb paraigua, escultura de fusta, paraigua i fulles seques, Fundació Joan Miró (rèplica, 1973). |
| 1946-1949 | Ocell lunar, em bronze (diversas cópias).                                                                  |
| 1946-1949 | Ocell solar, em bronze (diversas cópias).                                                                  |
| 1967      | Rellotge de vent, escultura em bronze.                                                                     |
| 1967      | La carícia d'un ocell, bronze pintado. Fundació Joan Miró.                                                 |
| 1973      | Dona ampolla, escultura em bronze. Parc Cultural Viera i Clavijo de Santa Cruz de Tenerife.                |
| 1974      | Gos, bronze. Fundació Joan Miró de Barcelona.                                                              |
| 1978      | Conjunto monumental para a La Défense, em Paris.                                                           |
| 1981      | Miss Chicago, escultura pública. Chicago.                                                                  |
| 1981      | Femme, escultura en bronze. Casa de la Ciutat de Barcelona.                                                |
| 1983      | Dona i Ocell, escultura de cimento recoberta de cerâmica. Parc Joan Miró.                                  |

## Colecção de Obras em Portugal
O maior conjunto de obras a nível mundial de Joan Miró está em Portugal e ficará em permanência no Porto na Fundação de Serralves.
Trata-se de um conjunto de 85 obras, nas quais se encontram desenhos, pinturas em vários suportes, seis tapeçarias de 1973, uma escultura, colagens, uma obra de um total de cinco da série “Telas queimadas” (criada para a grande retrospetiva de Miró no Grand Palais de Paris, em 1974) e várias pinturas murais, que abrangem seis décadas da carreira do artista espanhol, mais precisamente de 1924 a 1981.
Estas obras ficaram na posse do Estado Português depois da nacionalização do BPN - Banco Português de Negócios, a quem pertenciam.
As obras foram adquiridas em 2002 pelo banco por 17 milhões de euros.

## Galeria

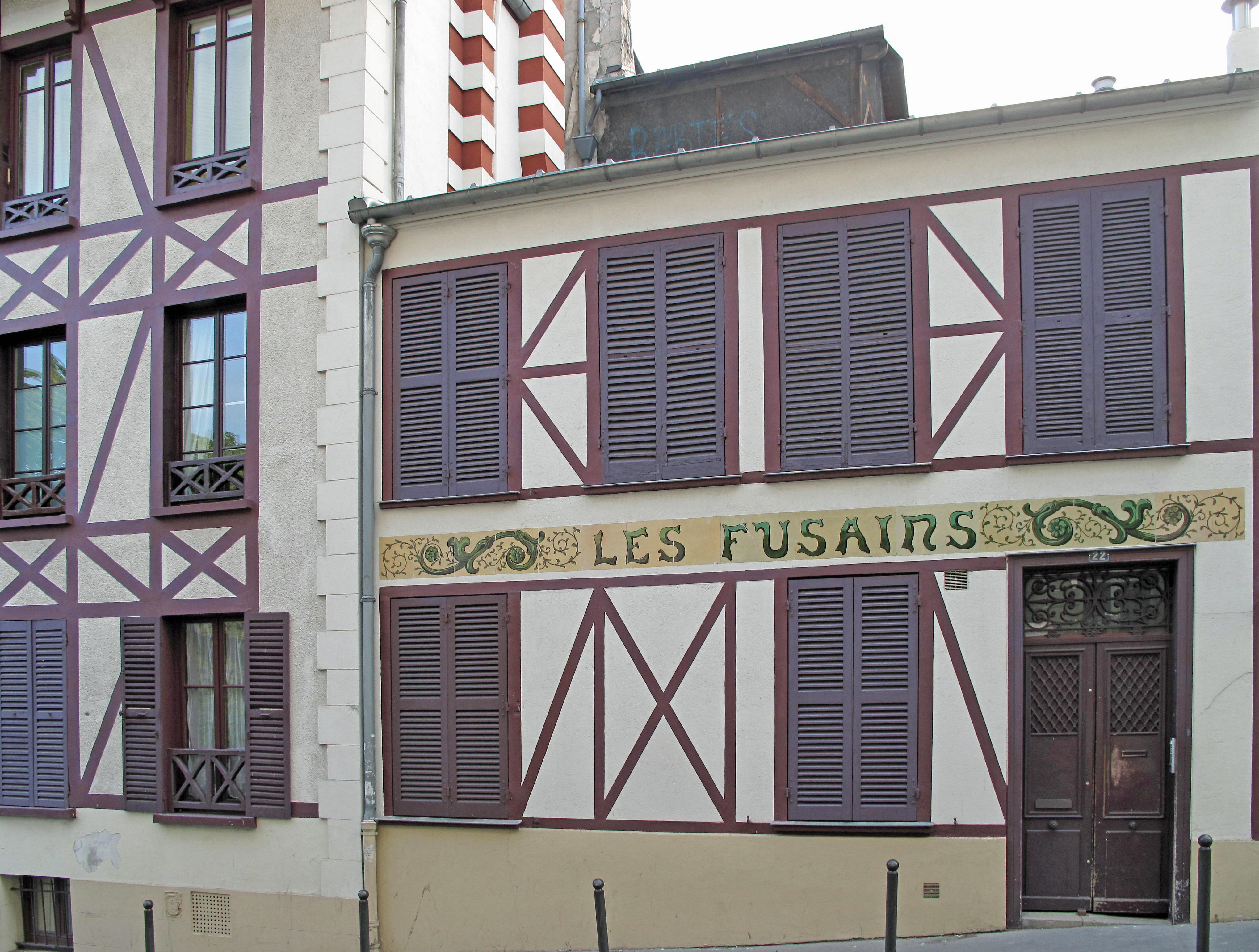
"Les Fusains": 22, rue Tourlaque, 18th arrondissement de Paris onde Miró se estabeleceu em 1927
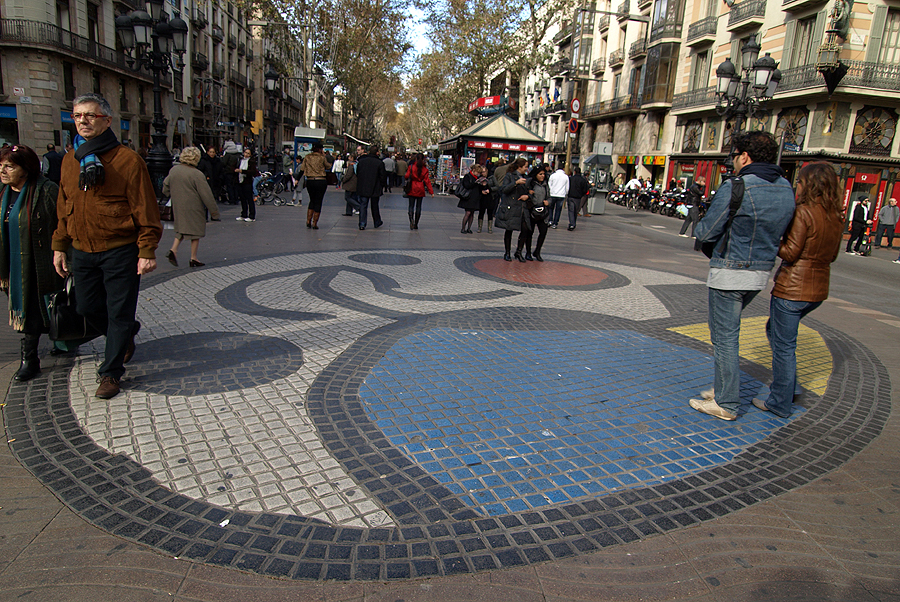
O mosaico Pla de l'Os do artista nas Ramblas de Barcelona
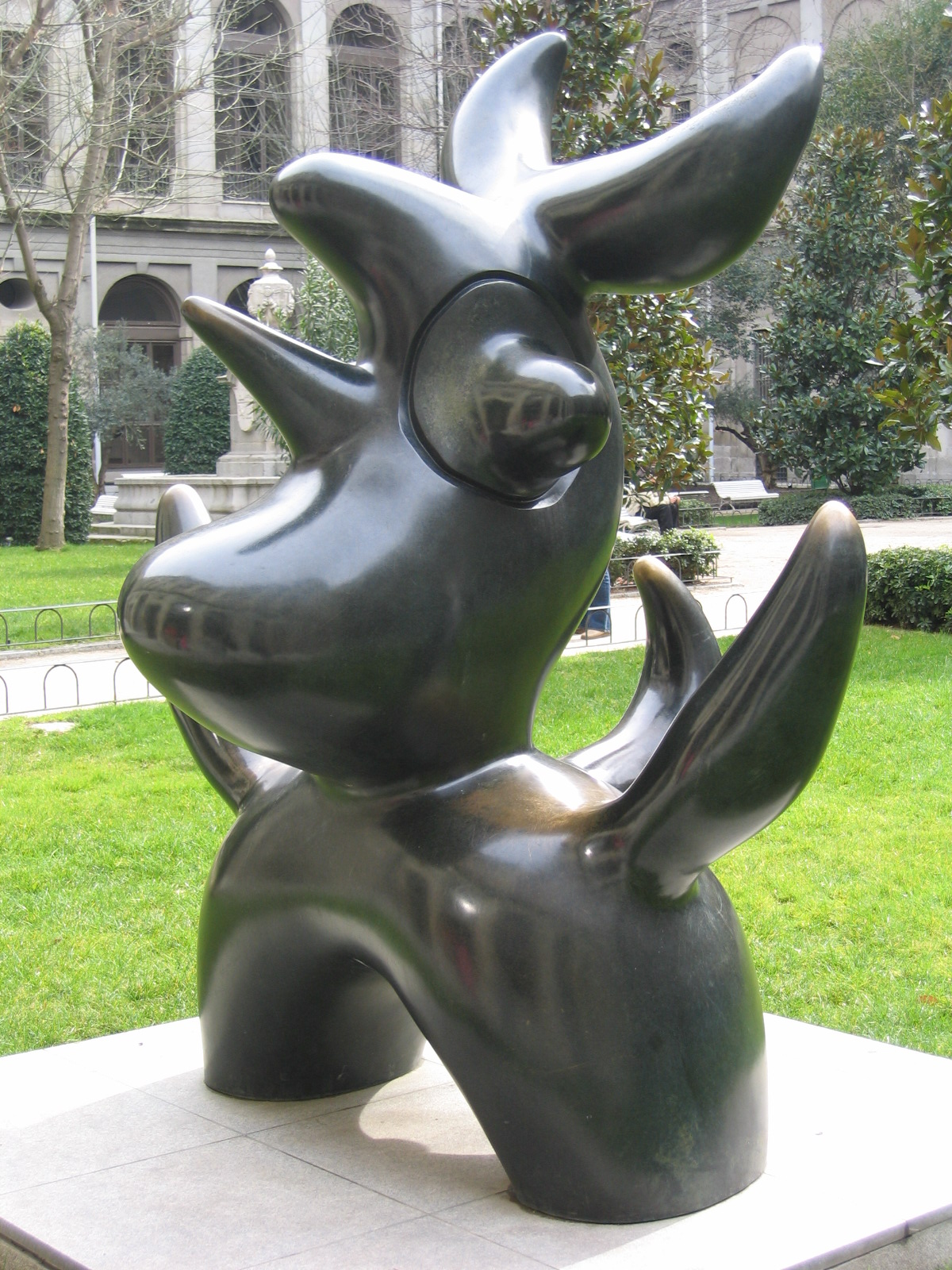
Vistas interiores do Museo Reina Sofia
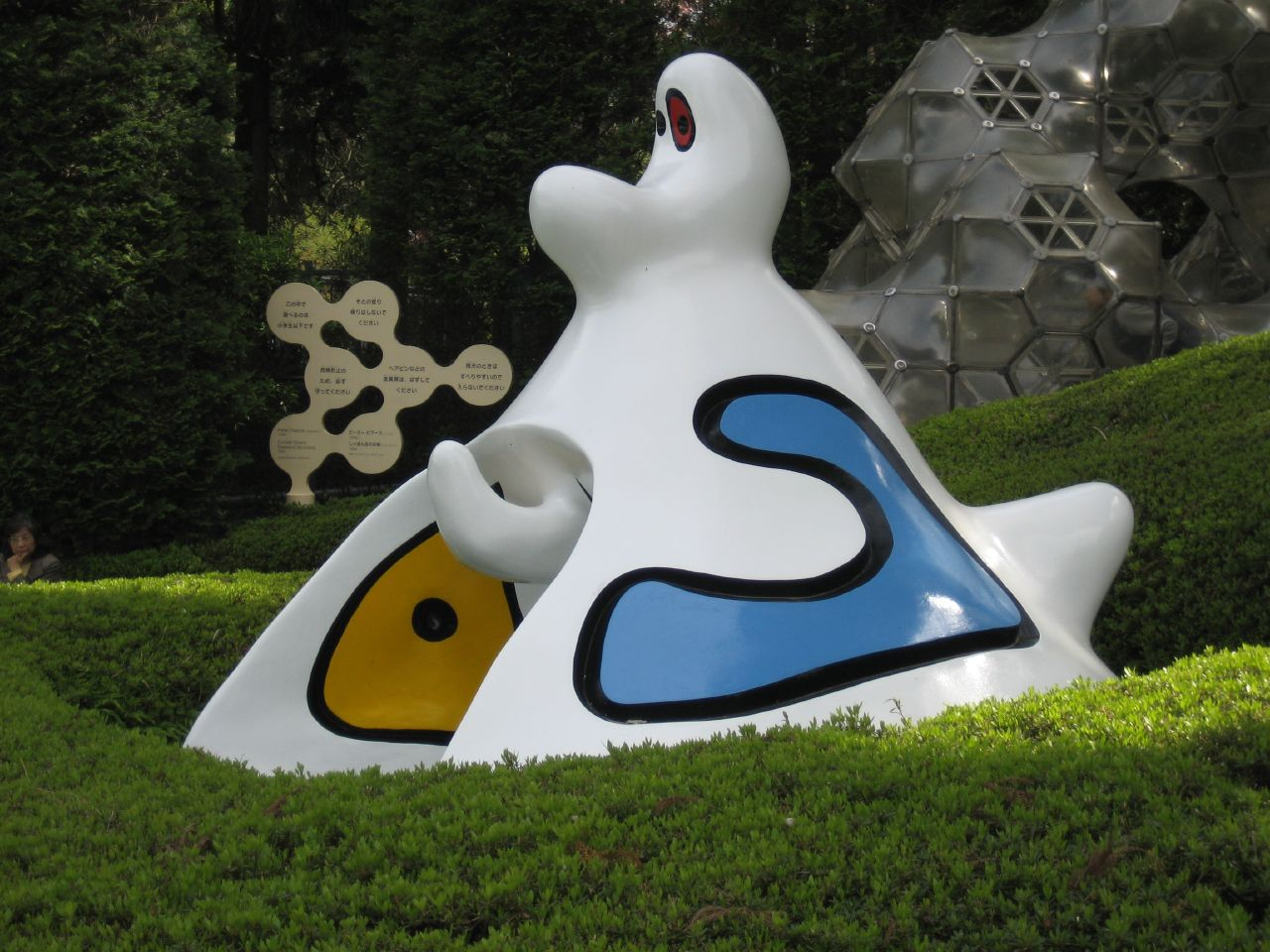
Museu ao ar livre de Hakone
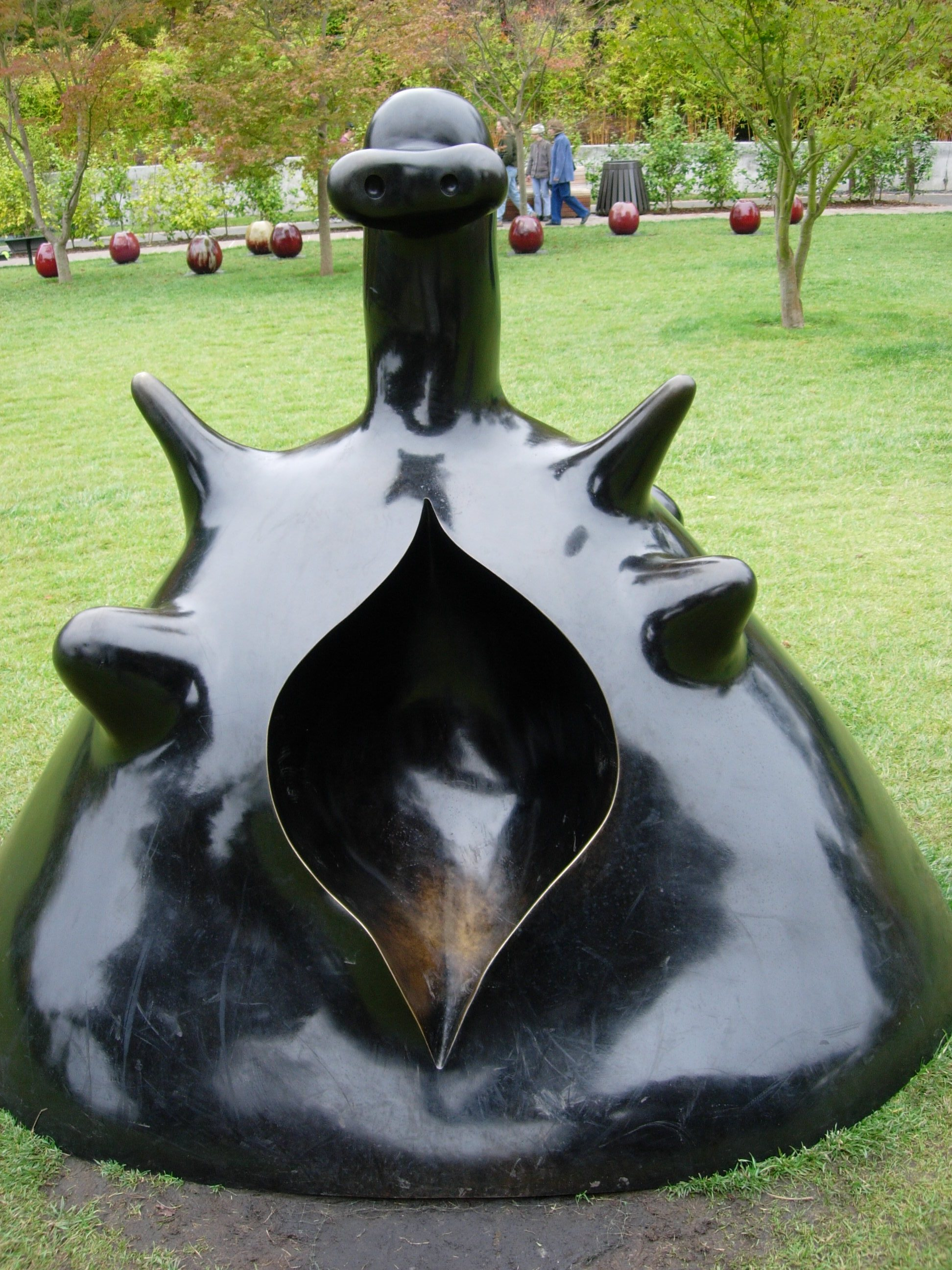
Grande Maternite
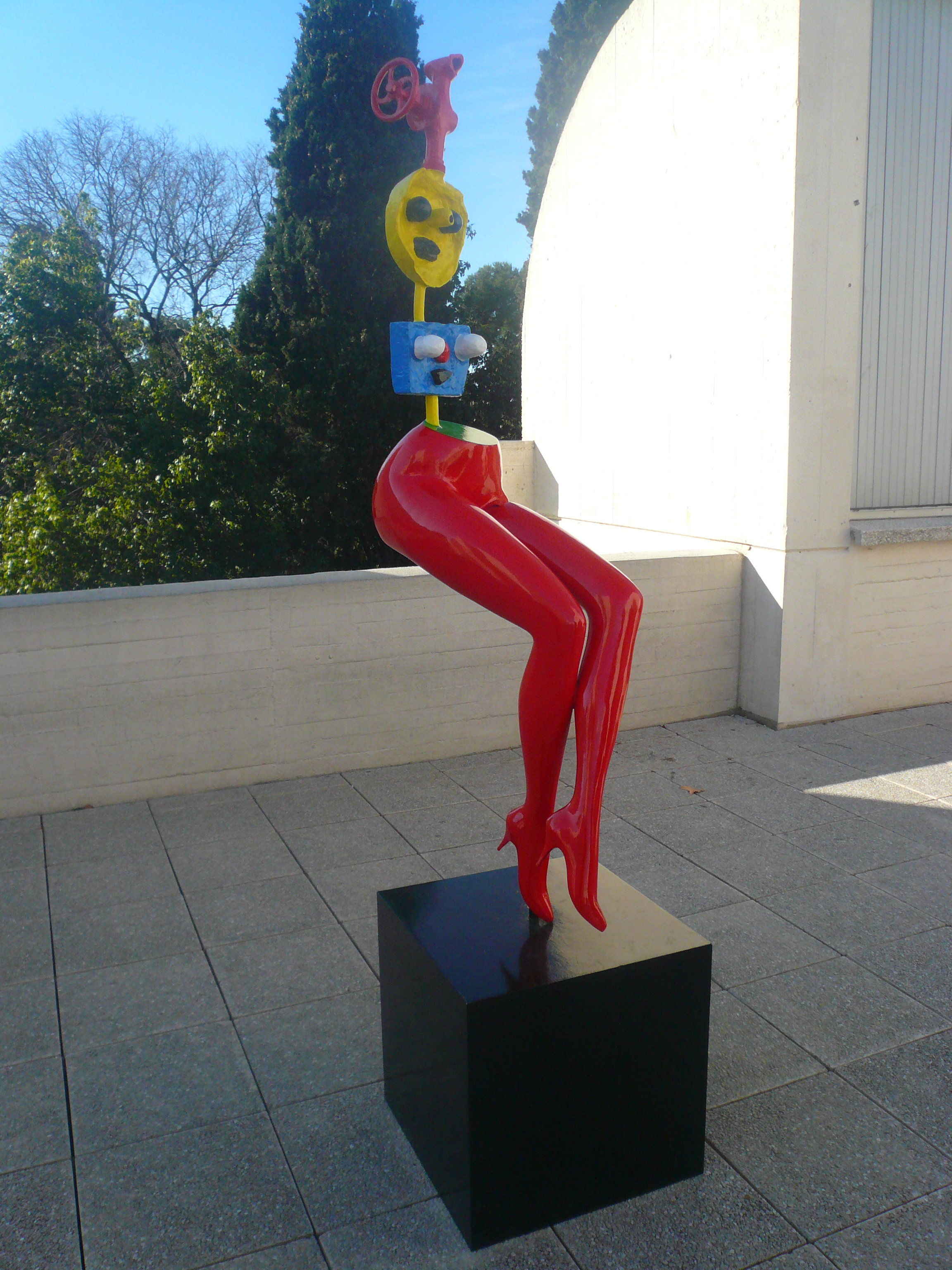
Escultura na Fundació Joan Miró
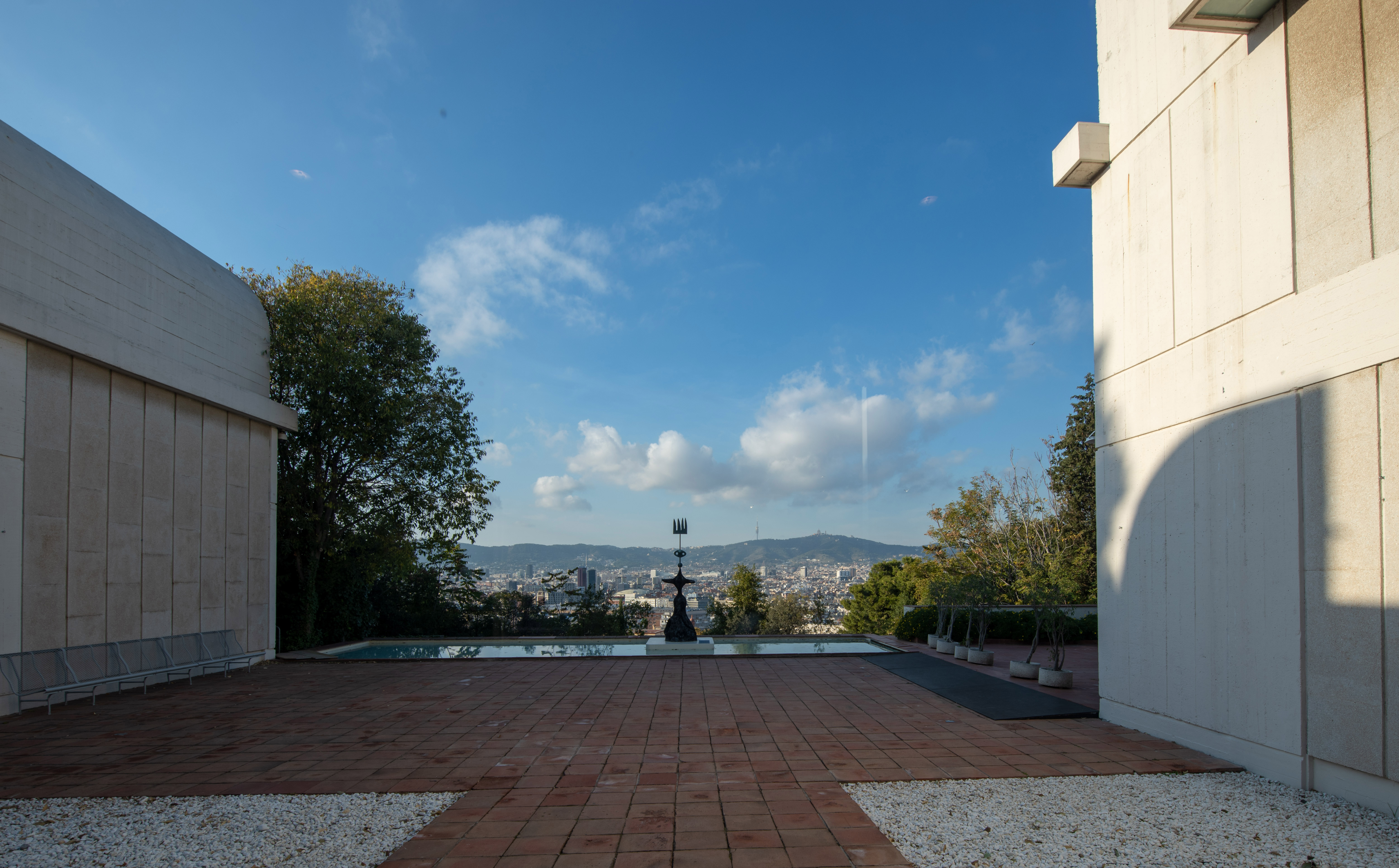
Vista do terraço